# 110 f.Kr.

## Händelser

### Efter plats

#### Romerska republiken
- Kung Jugurtha av Numidien besegrar en romersk armé under Aulus Postumius Albinus.

#### Kina
- Kina annekterar Minyue.

## Födda
- Gaius Marius d.y., romersk politiker

## Avlidna
- Edersceal, storkonung av Irland
- Chen Jiao, kinesisk kejsarinna.